# Lac de Montsalvens
Le lac de Montsalvens est un lac de barrage de Suisse, sur la Jogne.
Situé sur le territoire de la commune de Broc, dans le canton de Fribourg, il est situé sur la route qui monte jusqu'au col du Jaun, entre les villages de Broc et de Charmey.

## Le barrage

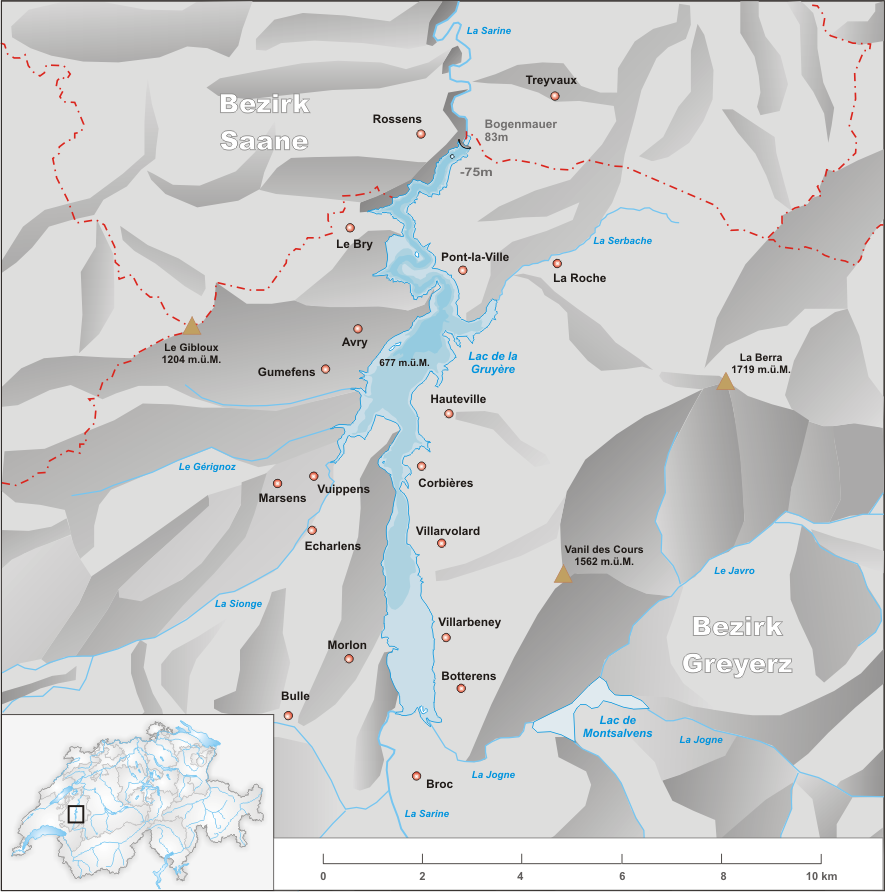
Localisation du lac de Montsavens au sud-est du lac de la Gruyère.

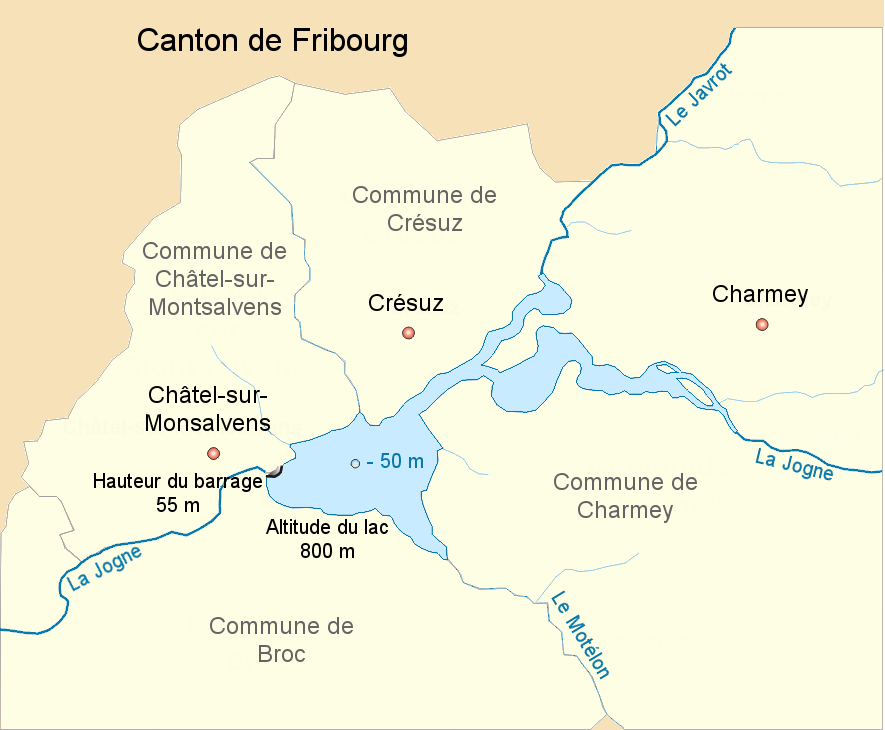
Le Lac de Monstasalvens sur la Jogne.

Le barrage de Montsalvens a été le premier barrage voûte européen à double courbure (horizontale et verticale). Sa construction a été planifiée et proposée par le professeur Jean Landry de Lausanne et par l'ingénieur H.E. Gruner de Bâle, alors responsable de la centrale électrique de Broc. Alfred Stucky a perfectionné les méthodes de calcul des barrages voûtes à l'occasion de la construction de ce barrage. Le projet, approuvé par le Grand Conseil dans sa séance du 17 au 18 mai 1918 a démarré en 1920 et a été terminé l'année suivante. Planifié pour un coût de 11 millions de francs, il coûtera finalement plus de 21 millions à la réalisation, ce qui causera d'importants problèmes de trésorerie aux Entreprises Électriques Fribourgeoises (EEF).

## Installation hydroélectrique
La retenue d'eau créée par le barrage de Montsalvens permet de produire de l'hydroélectricité. L'usine se trouve plus bas dans la vallée près de Broc, l'eau y est amenée par des conduites forcées. Cette usine dispose de cinq turbines d'une puissance unitaire de 5 500 kW, elles ont été installées en 1963, 1973, 1977 et 1980. En 2006, cette usine a produit 74 253 MWh d'électricité, soit environ 11 % de la production du canton de Fribourg, ou 0,2 % de la production d'hydroélectricité en Suisse.

## Source
- (de) Cet article est partiellement ou en totalité issu de l’article de Wikipédia en allemand intitulé « Lac de Montsalvens » (voir la liste des auteurs).
- « Fiche de barrage », sur Comité suisse des barrages (consulté le 6 juillet 2008)